# Дейви Клаасен
Дейви Клаасен (на нидерландски: Davy Klaassen;, роден на 21 февруари 1993 г. в Хилверсюм, Нидерландия)  е нидерландски футболист атакуващ полузащитник, състезател на нидерландския Аякс и Националния отбор на Нидерландия. 

## Успехи

### Отборни
Аякс
- Шампион (5): 2011/12, 2012/13, 2013/14, 2020/21, 2021/22
- Купа на Холандия (1): 2020/21
- Суперкупа на Холандия (2): 2013

Интер
- Серия А: 2023/24[1]
- Суперкопа Италиана: 2023[2]

Лични
- Талант на годината в Аякс (1): 2013/14
- Футболен талант на годината на Нидерландия (1): 2014
- Футболист на годината на Нидерландия (1): 2015